# Piccole canaglie
Piccole canaglie (The Little Rascals) è un film del 1994 diretto da Penelope Spheeris.
Il film, prodotto da Amblin Entertainment e Universal Pictures, prende spunto dalla serie di cortometraggi Simpatiche canaglie (Our Gang) che andò avanti con vari interpreti, dal 1922 al 1944, completando la sua fortuna nei decenni successivi con la riproposizione nelle televisioni di tutto il mondo.
Il film è interpretato da Travis Tedford nel ruolo di Spanky, Bug Hall nel ruolo di Alfalfa e Ross Bagley nel ruolo di Buckwheat; vanta inoltre la partecipazione di Donald Trump, Mel Brooks, delle gemelle Olsen, di Whoopi Goldberg, Reba McEntire e Raven-Symoné.

## Trama
All'inizio del film, l'intero club partecipa ad un incontro per una gara di corsa alla quale si era iscritto. Quando scoprono che manca Alfalfa, lo trovano, e rimangono stupefatti alla scoperta che lui e Darla sono innamorati e fidanzati: loro sono fortemente maschilisti, e hanno giurato di non amare mai nessuna ragazza. Alfalfa mostra a Darla la sede del club e le regala un anello. Ma l'appuntamento finisce male quando Alfalfa scopre che l'intera gang sta origliando l'appuntamento. Così prova ad allontanare gli amici. Mentre Alfalfa cerca di convincerli ad andarsene, Darla esce dalla sede del club e tutti capiscono che la casa ha preso fuoco.
Dopo aver spento il fuoco, la gang punisce Alfalfa proibendogli di fidanzarsi con qualsiasi ragazza per il resto della sua vita. Oltre al danno, però, per il bambino c'è anche la beffa: non riesce a non guardare segretamente Darla mentre flirta con un ricco bambino di nome Waldo.
Dopo un tentativo di riconquistarla, Alfalfa si dimette dal gruppo in uno scatto d'ira. Però lui e Spanky si chiariscono, e Alfalfa sarà il pilota nella gara.
Durante la gara, Waldo si mostrerà molto scortese. Darla non lo sopporta più e lo scarica dall'auto. Dopo varie vicissitudini il Blur II (kart delle canaglie) vince la gara e il premio. Alfalfa riconquista Darla, il club viene ricostruito, e diventa addetto alle ragazzine.
Henry poi rivela di avere un vocabolario molto vasto, ma di non averlo mai usato, preferendo sempre dire "uh-huh".

## Produzione

### Cast

#### I bambini
- Travis Tedford è George "Spanky" McFarland - Presidente del Club
- Bug Hall è Carl "Alfalfa" Switzer - Fidanzato di Darla
- Brittany Ashton Holmes è Darla Hood - Fidanzata di Alfalfa
- Blake McIver Ewing è Waldo Aloysius Johnston III - Ricco bambino che esce con Darla
- Kevin Jamal Woods è Matthew "Stymie" Beard
- Jordan Warkol è Billy "Froggy" Laughlin - Bambino con la voce rauca
- Zachary Mabry è Eugene "Porky" Lee
- Ross Bagley è William "Buckwheat" Thomas
- Courtland Mead è Henry "Uh-Huh" Rogers - Bambino che dice sempre "uh-huh"
- Sam Saletta è Tommy "Butch" Bond - Il bullo che prende di mira la gang
- Blake Jeremy Collins è Woim - Migliore amico di Butch e bullo insicuro
- Juliette Brewer è Mary Ann - Amica di Darla
- Heather Karasek è Jane - Amica di Darla
- Elizabeth Daily è Billy "Froggy" Laughlin (voce)

#### Partecipazioni importanti
- Mel Brooks è Mr. Welling
- Whoopi Goldberg è Mrs. Thomas - Mamma di Buckwheat
- Daryl Hannah è Miss Crabtree - Insegnante di scuola della gang
- Reba McEntire è A.J. Ferguson - Miglior pilota
- Mary-Kate Olsen è Gemella #1
- Ashley Olsen è Gemella #2
- Raven-Symoné è Fidanzata di Stymie
- Lea Thompson è Ms. Roberts - Insegnante
- Donald Trump è Mr. Johnston - Papà di Waldo
- George Wendt è Lumberyard Clerk

## Differenze tra film e serie
- Il nome ufficiale della gang non viene menzionato nella serie.
- Nel film Waldo è un nemico della gang mentre nella serie è loro amico.
- Nel doppiaggio italiano della serie Stymie è chiamato Sammy, nel film è chiamato con il suo nome originale.